# لیسا لیندشتورم
لیسا لیندشتورم (به انگلیسی: Lisa Lindstrom) (زادهٔ ۱۲ اوت ۱۹۱۲) شناگر اهل ایالات متحده آمریکا است.